# Amethi (ort i Indien, Sultānpur)
Amethi är en ort i Indien.   Den ligger i distriktet Sultānpur och delstaten Uttar Pradesh, i den centrala delen av landet, 500 km sydost om huvudstaden New Delhi. Amethi ligger 109 meter över havet och antalet invånare är 13 684.
Terrängen runt Amethi är mycket platt. Runt Amethi är det tätbefolkat, med 709 invånare per kvadratkilometer. Amethi är det största samhället i trakten. Trakten runt Amethi består till största delen av jordbruksmark.